# Partimento
El Partimento (ital.) fa referència a un baix musical de caràcter didàctic, que pot estar xifrat o no. Sorgeixen a finals del segle xvii als conservatoris italians, sobretot a Nàpols, per a entrenar l'ús de progressions harmònico-contrapuntístiques i aplicar-les tant a l'hora d'acompanyar o improvisar amb un instrument de teclat, com per a compondre.
Es tracta d'un ensenyament pràctic, sobretot comparat amb la teoria harmònica, desenvolupada a partir del Traité de l'harmonie (1722) de Jean-Philippe Rameau: Mentres aquest últim preten explicar la música d'una manera racional, el partimento és un entrenament per a generar música polifònica fàcilment des del teclat, i també concebir composicions d'una manera ràpida i segura.
Amb aquest aprenentatge, que combinava la pràctica al teclat del partimento amb l'entrenament vocal mitjançant Solfeggi, Nàpols esdevingué un centre fonamental per a l'evolució del llenguatge musical al segle XVIII. De fet, al terreny operístic, pràcticament tota Europa passà a estar dominada per compositors i cantants de l'escola italiana, com ara Farinelli i Scarlatti a Madrid, Pergolesi a Itàlia, Salieri a Viena, Pasquini a Londres o Cherubini a París.

## Fonament tècnic

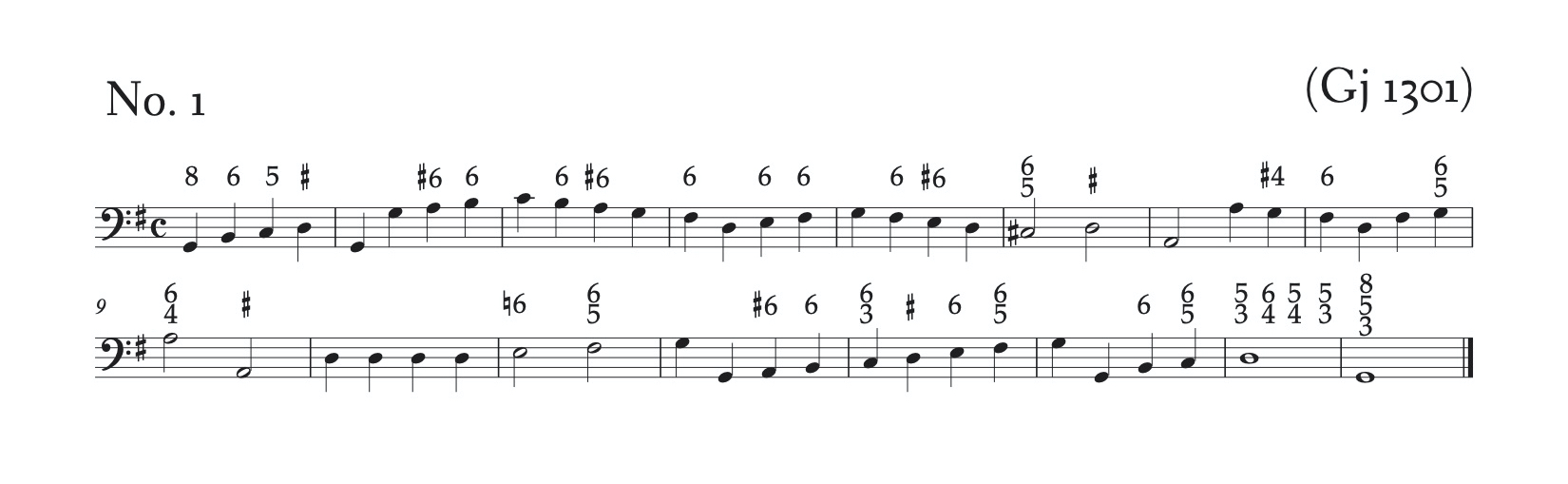
Partimento senzill per a ensenyar els principiants. (Fedele Fenaroli, Libro I, Partimento No. 1)

La base del partimento consisteix en aprendre, entrenar i declinar per totes les tonalitats una sèrie de progressions musicals, escollint els xifrats o acords en funció dels moviments del baix. Podem distingir bàsicament entre patrons que funcionen en relació a l'escala/tonalitat (regla de l'octava, cadències, pedals), i els que depenen dels patrons intervàl·lics del moviment del baix (seqüències).

## Partimenti amb imitacions

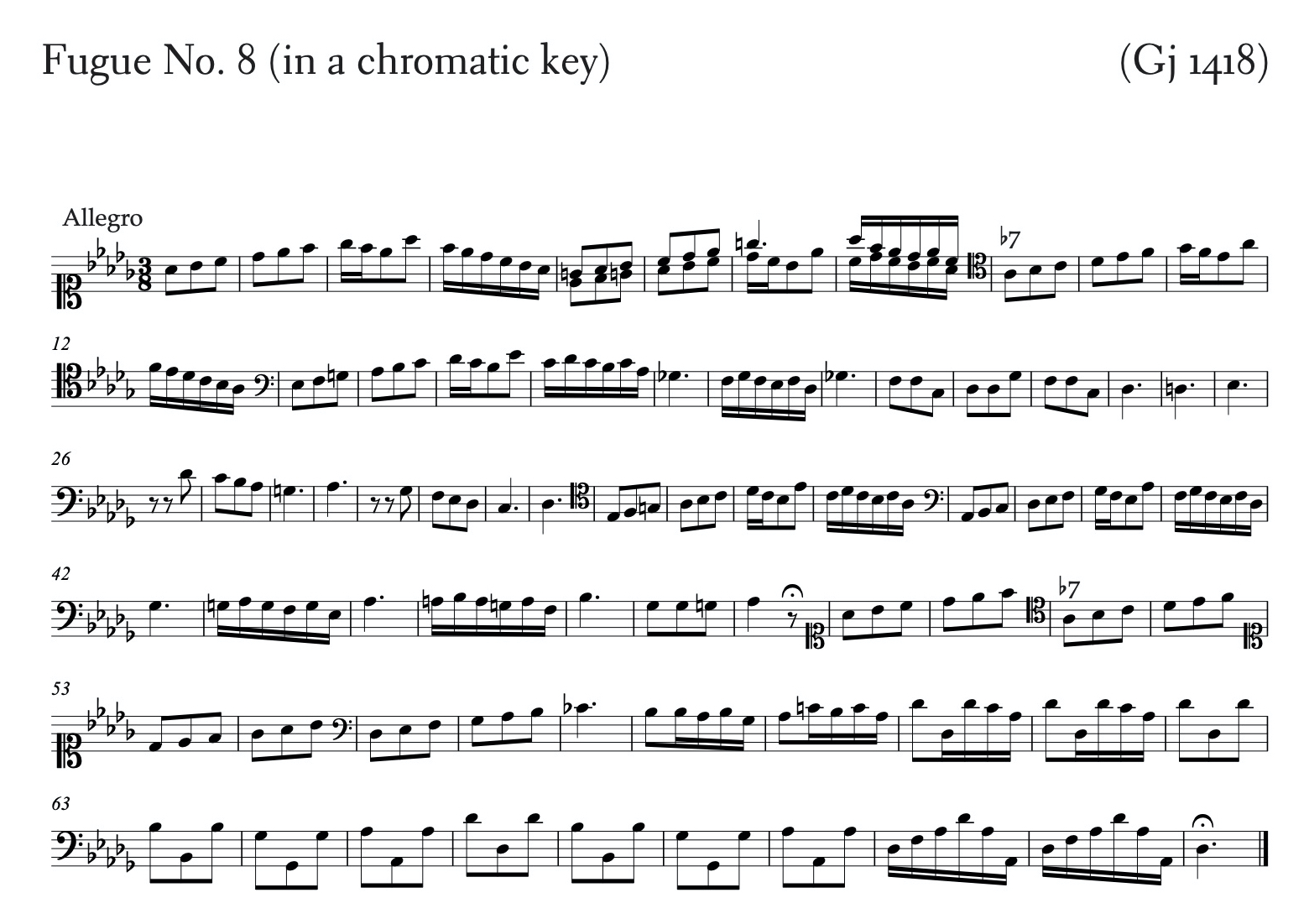
Partimento fugat per a alumnes avançats, sense xifrat. (Fedele Fenaroli, Libro V, Fuga No. 8

Altres partimentos més avançats estàn dissenyats per a trovar, veient només la veu del baix, patrons típics d'imitació de les veus. Així doncs, alguns exemples on només veiem una simple veu de baix amb xifrats esporàdics, es manifesten com una autèntiques fugues si apliquem rigorosament els patrons entrenats seguint la lògica del partimento. Trobem partimentos imitatius en col·leccions de Fedele Fenaroli, Giovanni Paisiello, Giacomo Insanguine i Giacomo Tritto, entre d'altres.

## Decadència i redescobriment
La pràctica del partimento començà a caure en desús al segle XIX, en buscar els compositors un llenguatge cada volta més personal, fugunt de convencions que esdevingueren desprestigiades. Així doncs, milers de partimenti manuscrits acabaren agafant pols als arxius napolitans i d'altres conservatoris, i la seua tècnica caigué en l'oblit. Però la praxi interpretativa historicista, el renaixement del baix continu i la cerca d'una teoria musical històricament informada, han fet, a poc a poc, que aquelles simples línies de baix sense funció aparent esdevinguen una mena de clau per a entendre com es generava la música del segle XVIII.